# Carl Gotthilf Tilebein
Carl Gotthilf Tilebein (* 15. April 1760 in Stettin; † 7. Juli 1820 in Züllchow) war ein deutscher Kaufmann, der zusammen mit seiner Ehefrau Sophie Auguste Tilebein das kulturelle Leben in Stettin organisierte und einen künstlerischen Salon in Stettin begründete. 

## Ausbildung und Jugendjahre

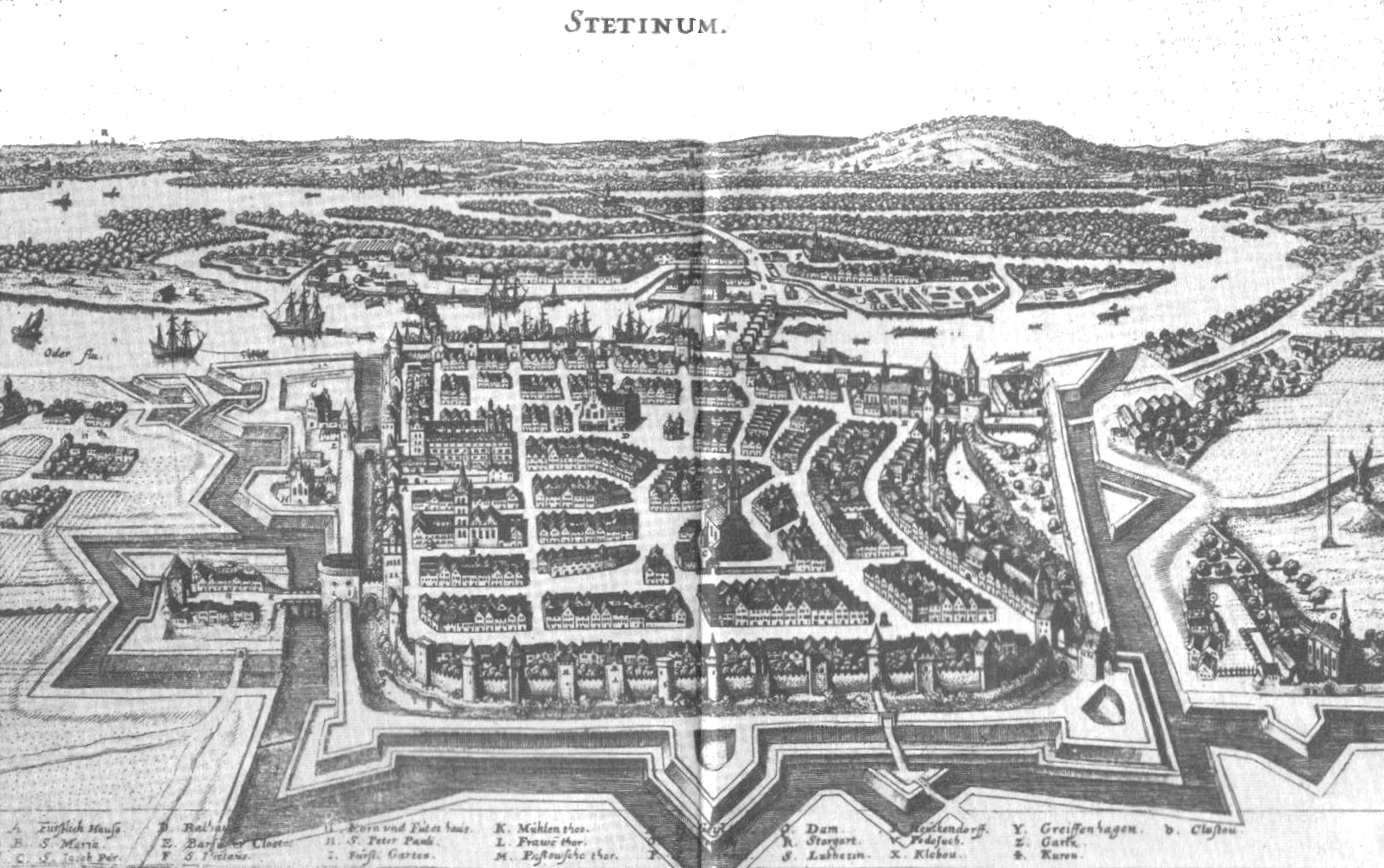
Stettin um 1640 (Merian)

Carl Gotthilf Tilebein war der vierte Sohn des Stettiner Kaufmanns, Weinhändlers und Reeders Gotthilf Friedrich Tilebein (1728–1787) und dessen Ehefrau Maria Sophie Watt (1727–1769).
Ostern 1775 trat er im Kontor seines Vaters eine Lehre an. Nach Unstimmigkeiten mit dem Vater, da er wenig folgsam und voller Reiselust war, begab er sich über Swinemünde zur See nach Bordeaux, um dort den Weinbau und die Weinherstellung zu erlernen. Dort blieb er sieben Jahre und setzte bei dem preußischen Vice-Konsul Jacob Heinrich Wüstenberg, dem Vater des späteren französischen Abgeordneten Jacques-Henri Wustenberg, seine Kaufmannslehre fort. Jakob Wüstenberg war 1768 aus Stettin nach Bordeaux ausgewandert und hatte 1779 eine Weingroßhandlung unter dem Namen „J. H. Wustenberg & Teyssonière“ gegründet. Neben der sicheren Beherrschung der französischen Sprache erwarb Carl Gotthilf Tilebein praktische Kenntnisse und Erfahrungen im Weinhandel. 
Seine weitere kaufmännische Ausbildung erhielt er bei dem Kaufmann Jormalagnèz in Bayonne, wo er zwei Jahre blieb. 
In Barcelona war er dann einige Zeit in dem Handelsgeschäft seines Oheims Christian Andreas Tilebein beschäftigt, der dort u. a. als Kommissionär für die von ihm mitbegründete Banco de San Carlos tätig war. 
Nachdem Carl Gotthilf Tilebein die Anerkennung seines Vaters gewonnen und sich mit ihm wieder vertragen hatte, stellte dieser die erforderlichen Geldmittel für eine Bildungsreise durch die bedeutendsten Länder Europas zur Verfügung. 
Im Frühjahr 1784 traf Carl Gotthilf Tilebein in Stettin ein und war im Handelsgeschäft seines Vaters tätig. Als dieser am 26. Februar 1787 verstarb, fiel der Nachlass an seine Witwe und ihre vier Kinder, verblieb aber zum Teil in dem Handelsgeschäft, das von Carl Gotthilf Tilebein und seinem Schwager, dem Kaufmann Johann Tobias Piefke, der die ältere Schwester Henriette Caroline Tilebein (1761–1801) am 14. November 1779 geheiratet hatte, unter der Firma „Tilebein und Comp.“ fortgeführt wurde. 
Als Piefke im Jahre 1792 gestorben war, führte Carl Gotthilf Tilebein das Handelsgeschäft im Stammhaus in der Königsstraße, in dem sich die größeren Weinkeller befanden, mit großem Erfolg weiter. 
In seinem Stammhaus lebte er in einer geräumigen Wohnung auf großen Fuße nach Berliner Art mit französischen Einschlag und sammelte viele Gäste um sich. Er galt als ein freundlicher und offener Mensch, der auch gern auf die Jagd ging. Er gehörte zu einem Kreis von engen Freunden der Prinzessin Elisabeth von Braunschweig.
Carl Gotthilf Tilebein wurde 1806 vom preußischen König Friedrich Wilhelm III. der Ehrentitel „Geheimer Kommerzienrat“ verliehen.
Mit dem Zusammenbruch Preußens 1806 und die Eroberung von Stettin durch die französischen Truppen sowie der nachfolgenden Franzosenzeit kamen für die Stettiner Handelsgeschäfte schwere Belastungen auf. Durch die Kontinentalsperre und Kontributionen kam der Handel Stettins weitgehend zum Erliegen. Deshalb zog sich Carl Gotthilf Tilebein im Sommer 1808 ganz als Privatmann auf den Landsitz seiner Ehefrau in Züllchow bei Stettin zurück.

## Heirat mit Sophie Auguste Buyrette

Das Ehepaar Tilebein an der Herzogseiche (Gemälde von Friedrich Georg Weitsch)

Im Jahre 1797 heiratete Carl Gotthilf Tilebein die Witwe Sophie Auguste Buyrette (* 20. Dezember 1771 in Göttingen; † 21. August 1854 in Züllchow bei Stettin), die 1790, also im Alter von 19 Jahren in Stettin den 55-jährigen Kaufmann Jean Rodolphe Buyrette geheiratet hatte, der durch den Handel mit Holz und Wein, Schiffbau und eine eigene Reederei wohlhabend geworden war. Geschätzt wurde schon zu dieser Zeit ihre Gastfreundschaft und ihre sozialen Fähigkeiten. Nach sechs Jahren Ehe verstarb Jean Rodolphe Buyrette am 1. Oktober 1796. 
Sophie Auguste hatte französische und englische Wurzeln. Sie war die Tochter des aus England stammenden Dozenten der englischen Sprache an der Universität Göttingen Philipp Heinrich Pepin und seiner Ehefrau Henriette Luise Perard, der Tochter eines kgl. Hofpredigers der französisch-reformierten Gemeinde in Stettin, die im Wochenbett verstarb. 
Sophie Auguste wurden in ihrer Jugend die Grundlagen der Geographie, Botanik, Religion, Literatur, und mehrere Sprachen gelehrt, sie spiele das Cembalo und pflegte den Gesang. 
Mit ihrem Vater hatte sie in Berlin und dann in Paris gelebt.
Carl Gotthilf Tilebein hatte Sophie Auguste schon kennengelernt, als sie noch mit Herrn Buyrette verheiratet war. Er half der Witwe in komplizierten Finanzfragen. Daraus entstand eine Liebesbeziehung. Die Heirat fand in der Kirche St. Gertrud in Stettin am 31. Juli 1797 statt. Nach einer bescheidenen Hochzeit (da nach dem Tod ihres ersten Mannes noch kein Jahr vergangen war) ging das junge Paar auf eine lange, 11 Monate lange Hochzeitsreise durch viele Länder in Europa, in der sie sechs Monate in Paris zunächst in einer angemieteten 5-Zimmer-Wohnung im Hotel du Nord und danach in einer 5-Zimmer-Wohnung nahe den Theatern, die häufig besucht wurden, wohnten. Sie traf dort ihren Vater wieder, der in Paris als Professor tätig war. Während ihr Ehemann seine Handelsinteressen ausbauen konnte, widmete sich die junge Frau ihrer geistigen und künstlerischen Fortbildung. Neben dem Gitarren- und Gesangunterricht lernte sie italienisch und beschäftigte sich mit dem Studium der Literatur und dem Klavierspielen. Die Eheleute machten die Bekanntschaft mit vielen interessanten französischen Persönlichkeiten. Sie trafen aber auch viele frühere Bekannte wieder, die sie aus Stettin kannten. 
Während der 11-monatigen Hochzeitsreise leitete der Schwager Piefke das Handelsgeschäft allein. Er verstarb kurz nach der Rückkehr der Eheleute Tilebein, sodass Carl Gotthilf Tilebein das Geschäft allein bis zur Aufgabe des Handelsgeschäfts im Jahre 1808 weiter führte.

## Schloss in Züllchow
Schon während ihrer ersten Ehe mit Jean Rodolphe Buyrette hatte dieser für seine Ehefrau im Jahre 1795 ein ländliches Büdnerhaus mit Garten auf einer Oder-Anhöhe in Züllchow erworben. Dieser Grundbesitz wurde später bedeutend vergrößert.
Die Eheleute Tilebein beabsichtigten, ihr Stadthaus zu verkaufen und auf diesem Grundstück ein Landhaus bauen zu lassen, und gaben an den Architekten Karl Friedrich Schinkel den Auftrag zu einem Entwurf. Die Entwürfe, die Schinkel damals zeichnete und nach denen man in Stettin lange gesucht hat, sind vor nicht langer Zeit in Münster/Westfalen wieder aufgetaucht. Sie stellen ein repräsentatives, zwei Stockwerke hohes und sieben Fensterachsen breites Gebäude mit Anfahrtrampe und Säulenvorbau vor der Frontmitte dar. Die Ausführung unterblieb jedoch, da im Oktober 1806 die Franzosen in Stettin einmarschierten. Auch gefiel Frau Tilebein der Entwurf nicht. Sie äußerte sich unter Bezugnahme auf ihre Freunde Friedrich Georg Weitsch und Friedrich Wilhelm von Schadow zu dem Entwurf mit der Bemerkung, dass Schinkel zwar Wert auf Pracht und großen Geschmack, nicht aber auf Zweckmäßigkeit und bürgerliche Behaglichkeit lege. Er baue immer für Fürsten und Herren, nicht aber für den wirklichen Eigentümer. Als das Ehepaar im Jahre 1809 das Hausbauprojekt wieder aufnahm, zeichnete Frau Tilebein daher selbst einen Riss und ließ ihn durch einen Stettiner Zimmermeister ausführen.
Es entstand ein schlossartiges Landhaus mit Theatersaal, Musiksaal und einer wertvollen Bibliothek.

## Salon in Züllchow

Gruß an Züllchow, komponiert von Carl Loewe

Das Ehepaar Tilebein bildete den kulturellen Mittelpunkt des gesellschaftlichen Lebens in Stettin.
Zwischen 1790 und 1806 sowie 1820 und 1833 und führte Rahel Levin bzw. nach ihrer Verheiratung Rahel Vernhagen in Berlin einen literarischen Salon (Salon der Rahel Varnhagen), in dem Dichter, Naturforscher, Politiker, Gesellschaftsgrößen und Aristokraten auf einer Ebene miteinander verkehrten. Bei einem siebenwöchigen Aufenthalt in Berlin im Jahre 1805, in dem die Eheleute Tilebein im renommierten Hotel „Stadt Paris“ wohnten, lernten die Eheleute Tilebein durch den befreundeten schwedischen Geschäftsträger Carl Gustav von Brinkmann auch Rahel Levin kennen, in deren Salon Frau Tilebein mehrmals als Gast erschien. 
Dies bestärkte den Gedanken, auch in Stettin einen derartigen Salon zu begründen. Die Eheleuten Tilebein luden einheimische Künstlerpersönlichkeiten wie den Komponisten Carl Loewe und den Dichter Ludwig Giesebrecht sowie auswärtige Künstler wie den Berliner Schauspieler August Wilhelm Iffland ein.
Besucher waren auch der Oberpräsident der Provinz Pommern Johann August Sack, der Feldmarschall Friedrich von Wrangel, der Generalarzt August Ferdinand Wasserfuhr, Goethes Enkelsöhne Walther und Wolfgang, deren Mutter Ottilie geb. von Pogwisch, die Prinzessin Elisabeth von Braunschweig und der Prinz Louis Ferdinand von Preußen.
Carl Loewe, der von Frau Tilebein gefördert wurde und sehr oft Gast in Züllchow gewesen war, vertonte aus Dankbarkeit mehrere Gedichte von Heinrich Wilhelm von Gerstenberg u. a. einen „Gruß an Züllchow“, die Loewe der „Geheimrätin“ Tilebein widmete.

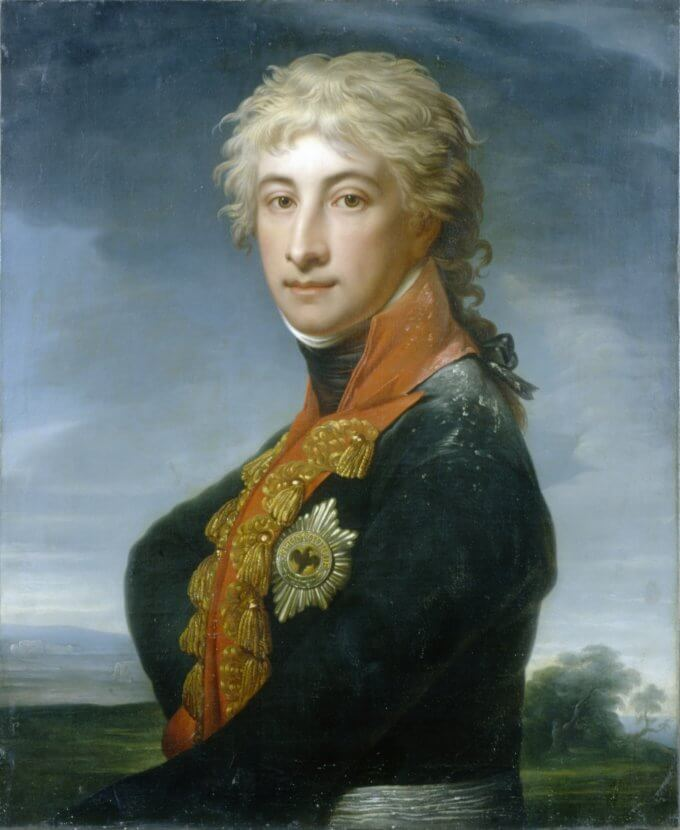
Louis Ferdinand von Preußen (1772–1806)
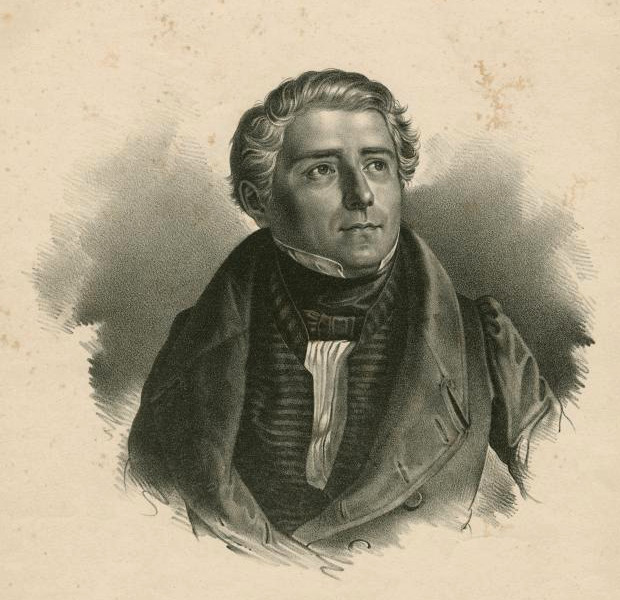
Carl Loewe
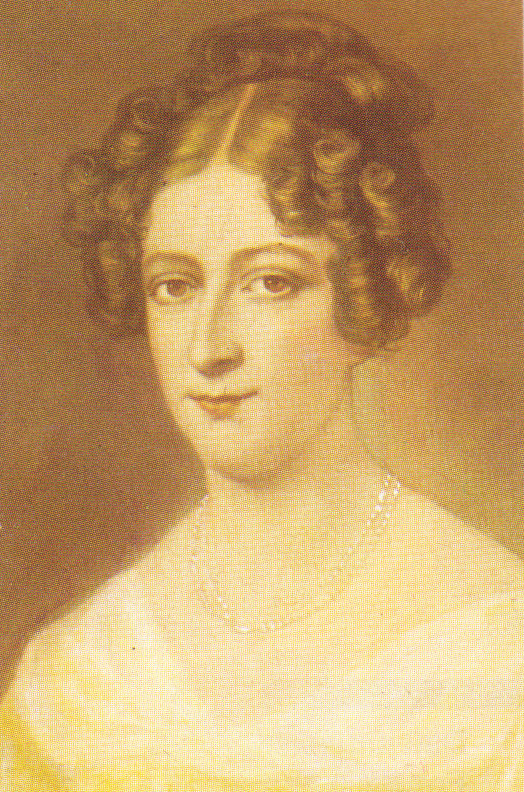
Rahel Levin
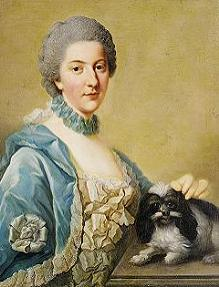
Elisabeth Christine Ulrike von Braunschweig-Wolfenbüttel

## Tod, Tilebeinstiftung
Carl Gotthilf Tilebein starb am 7. Juli 1820 nach kurzer Krankheit. Seine Ehefrau ließ ihn im eigenen Park in einer Gruft bestatten. Später ließ sie nach ihrem Entwurf ein Mausoleum errichten.
Nach dem Tod ihres Mannes setzte sie ihre bisherige künstlerische und soziale Tätigkeit fort. Sie war weiterhin eine Förderin für viele Künstler in Stettin, und seine Unterstützung war von großer Bedeutung. Frau Tilebein starb am 21. August 1854 in Züllchow und wurde in dem Mausoleum neben ihrem Mann begraben.
Die Eheleute Tilebein hatten keine Kinder. In ihrem Testament bestimmte Frau Tilebein, dass der Grundbesitz in Züllchow für die Gründung der Tilebein-Stiftung verwandt werden sollte. Die Stiftung hatte vom Ursprung her den Zweck, als Träger eines Altersheimes in den Gebäuden in Züllchow älteren bedürftigen Damen, die aus Pommern, vorwiegend aus Stettin, stammen, einen sorgenfreien Lebensabend zu verschaffen.
Die Stiftung überstand die schwierigen Jahre vor allem nach dem Zweiten Weltkrieg, als die deutsche Wirtschaft zusammengebrochen, aber dank vernünftigen Entscheidungen hat die Krise überlebt.
In der Nacht vom 29. bis 30. August 1944 wurden durch die Kriegsereignisse der Palast und die Seitengebäude vernichtet, ohne dass Menschen getötet wurde. Mausoleum und Gärtnerhaus blieben unzerstört und wurden erst später abgerissen. Zum Zeitpunkt der Bombardierung gab es im Palast keine Wertsachen mehr. Sie waren ausgelagert worden. Was mit ihnen nach dem Krieg geschah, ist leider nicht bekannt.
Unter der Bezeichnung „Tilebein-Stiftung Stettin-Züllchow“ wurde die Stiftung mit dem neuen Sitz in Kiel in das Stiftungsverzeichnis eingetragen. Solange ein geeignetes Heim nicht zur Verfügung steht, sollen nunmehr aus den Nettoerträgen des Stiftungsvermögens hilfsbedürftigen und wirtschaftlichen bedürftigen Damen, die aus Pommern, bevorzugt aus Stettin, stammen oder dort leben, möglichst zum Weihnachtsfest Geldzuwendungen gewährt werden.